# Duje Strukan
Duje Strukan (16 mei 1984) is een Kroatisch voetbalscheidsrechter. Hij werd vanaf 2017 opgenomen door FIFA en UEFA en fluit sindsdien internationale wedstrijden. Hij is ook actief in de UEFA Youth League.
Op 28 juni 2017 maakte Strukan zijn debuut in Europees verband tijdens een wedstrijd tussen Linfield FC en SP La Fiorita in de voorrondes van de UEFA Champions League. De wedstrijd eindigde op 1–0.
Zijn eerste interland floot hij op 8 september 2019 toen Roemenië 1–0 won tegen Malta.

## Interlands
| Datum            | Plaats             | Wedstrijd        | Uitslag | Competitie           | Kreeg geel | Kreeg voor de tweede keer geel en dus rood | Weggestuurd |
| ---------------- | ------------------ | ---------------- | ------- | -------------------- | ---------- | ------------------------------------------ | ----------- |
| 8 september 2019 | Ploiești, Roemenië | Roemenië – Malta | 1 – 0   | Kwalificatie EK 2020 | 1          | 0                                          | 0           |

Laatste aanpassing op 9 september 2019